# Библиотека университета Вюрцбурга
Библиотека университета Вюрцбурга (также Библиотека Вюрцбургского университета или Университетская библиотека Вюрцбурга; нем. Universitätsbibliothek Würzburg) — публичная научная библиотека, являющаяся частью Вюрцбургского университета имени Юлиуса и Максимилиана (JMU), расположенного в Баварии; обладает фондом в 3,6 миллиона носителей информации, находится в ведении правительства Свободного государства Бавария и входит в состав Баварской библиотечной сети (BVB). Является региональной библиотекой Нижней Франконии. Была основана в 1619 году как «Bibliotheca Academica Godefridiana», располагалась в ренессансном здании Старого университета на улице Домершульштрассе Вюрцбурга; значительно пострадала при бомбардировке города в марте 1945 года; в 1981 году переехала в новое здание, построенное по проекту архитектора Александра фон Бранка.

## История
В 1619 году князь-епископ Иоганн Готфрид I фон Ашхаузен (Johann Gottfried von Aschhausen, 1575—1622) основал библиотеку «Bibliotheca Academica Godefridiana». С момента своего основания и до 1981 года она располагался в ренессансном здании Старого университета на улице Домершульштрассе. В XVII и XVIII веках книжная коллекция библиотеки постепенно увеличивалась за счет покупок частных книжных собраний: в тот период в библиотечные фонды вошли книги из личного собрания местного аристократа Иоганна Георга фон Верденштайна (Johann Georg von Werdenstein, 1542—1608), викария Вюрцбургского собора Пауля Венгера и горожанина Иоганна Баптиста Вельзера.
Тридцатилетняя война нанесла значительный урон собранию в Вюрцбурге. В начале XIX века, в результате секуляризации 1803 года, библиотека получила в свою распоряжение многочисленные рукописи и инкунабулы, ранее хранившиеся в распущенных монастырях региона. Библиотека продолжила покупки антикварных работ и позднее. К 1806 году книжное собрание выросло до 25 500 томов. В XIX веке в библиотеку продолжили поступать частные коллекции от вюрцбургских коллекционеров. За счет пожертвований и покупок общий фонд за следующее столетие вырос до 370 000 томов.

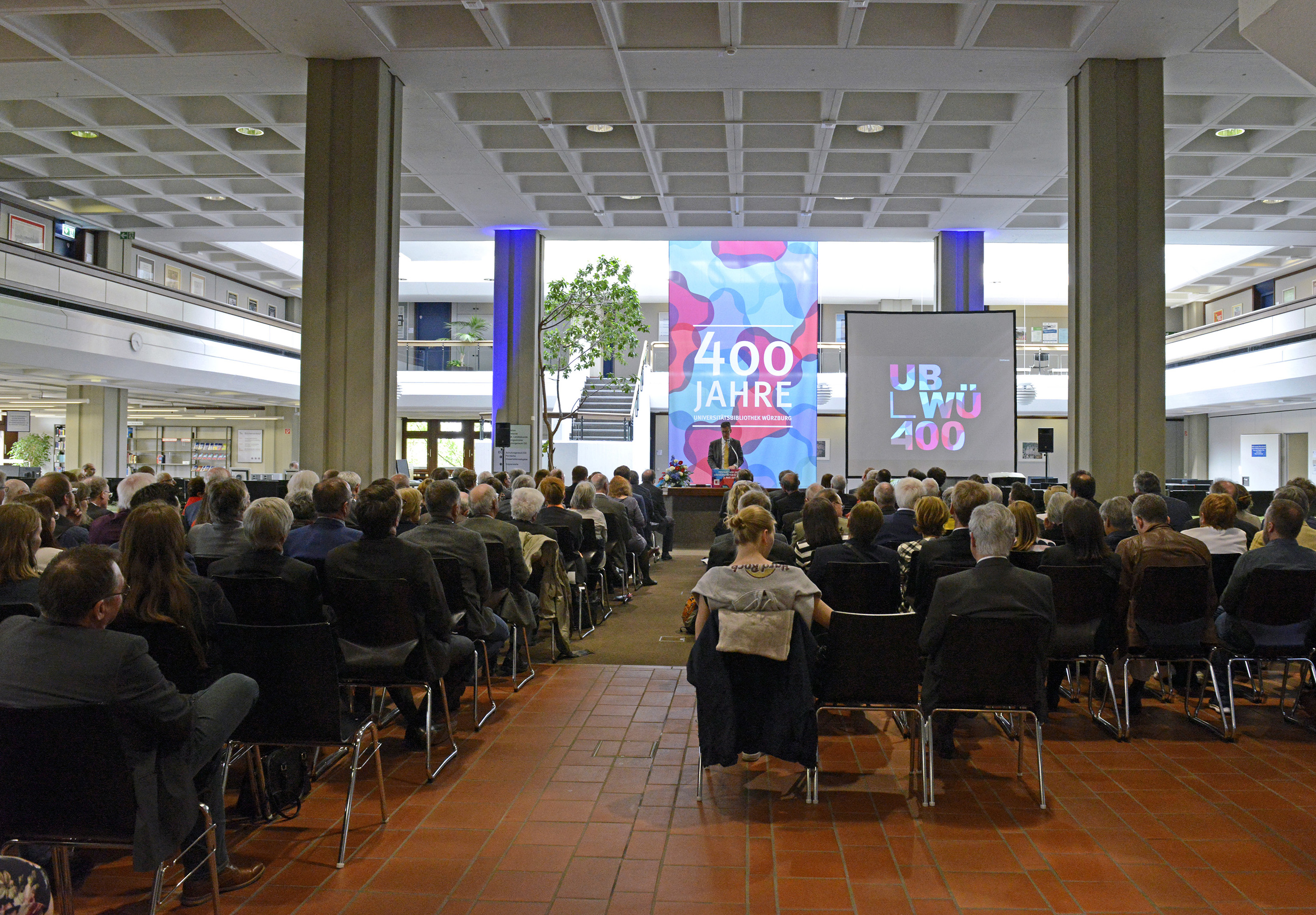
Празднование 400-летия библиотеки Вюрцбургского университета (2019)

По последним подсчётам перед бомбардировкой Вюрцбурга во время Второй мировой войны, 16 марта 1945 года, в библиотеке хранилось 462 000 книг. Пожар уничтожил 80 % собрания. Реставрация библиотечных помещений на Домершульгассе, проводившаяся под руководством библиотекаря Георга Келлера, была завершена в 1957 году. В 1981 году библиотека получила новое здание в кампусе «Am Hubland», архитектором которого стал Александр Фрайхерр фон Бранка (1919—2011); до июня 2014 года в том же здании размещался и Институт университетских исследований (Institut für Hochschulkunde). В 2019 году университетская библиотека отметила свое 400-летие обширной юбилейной программой, включавшей в себя выставки ключевых элементов коллекции.
Книжное собрание библиотеки университета Вюрцбурга включает в себя около 3,6 млн печатных работ, в том числе — около 8000 журналов. Фонды разделена между центральной библиотекой и 70 отраслевыми, специализированными, институтскими и клиническими библиотеками. Коллекции исторических рукописей и гравюр продолжает оставаться важной частью собрания: здесь хранятся около 2300 рукописей и около 3000 инкунабул, а также — исторические карты и планы.